# Microgovia oviformis
Espèce
Synonymes
- Metagovea oviformis Martens, 1969

Microgovia oviformis est une espèce d'opilions cyphophthalmes de la famille des Neogoveidae.

## Distribution
Cette espèce est endémique d'Amazonas au Brésil. Elle se rencontre vers Manaus.

## Description
Le mâle holotype mesure 1,05 mm et la femelle paratype 1,2 mm.
Le mâle décrit par Benavides, Hormiga et Giribet en 2019 mesure 1,26 mm et la femelle 1,26 mm.

## Systématique et taxinomie
Cette espèce a été décrite sous le protonyme Metagovea oviformis par Martens en 1969. Elle est placée dans le genre Microgovia par Benavides, Hormiga et Giribet en 2019.

## Publication originale
- Martens, 1969 : « Cyphophthalmi aus Brasilien (Opiliones). » Beiträge zur Neotropischen Fauna, vol. 6, no 2, p. 109-119.